# 圣安德肋堂 (贝加莫)
圣安德肋堂（Sant'Andrea）是一座新古典主义风格的罗马天主教教堂，位于意大利伦巴第大区贝加莫,由费迪南多·克里维利于1837年重建。在正祭台上，是莫雷托的《圣母子与圣徒》，绘于1536-1537年，和乔瓦尼·保罗·卡瓦尼亚的《圣诞》。其他还有帕尔马·伊尔·乔瓦内、埃内亚·萨尔梅吉亚、乔瓦尼·贾科莫·巴贝利、帕多瓦尼诺等人的画作，以及安德里亚·普雷维塔利的《下十字架》。

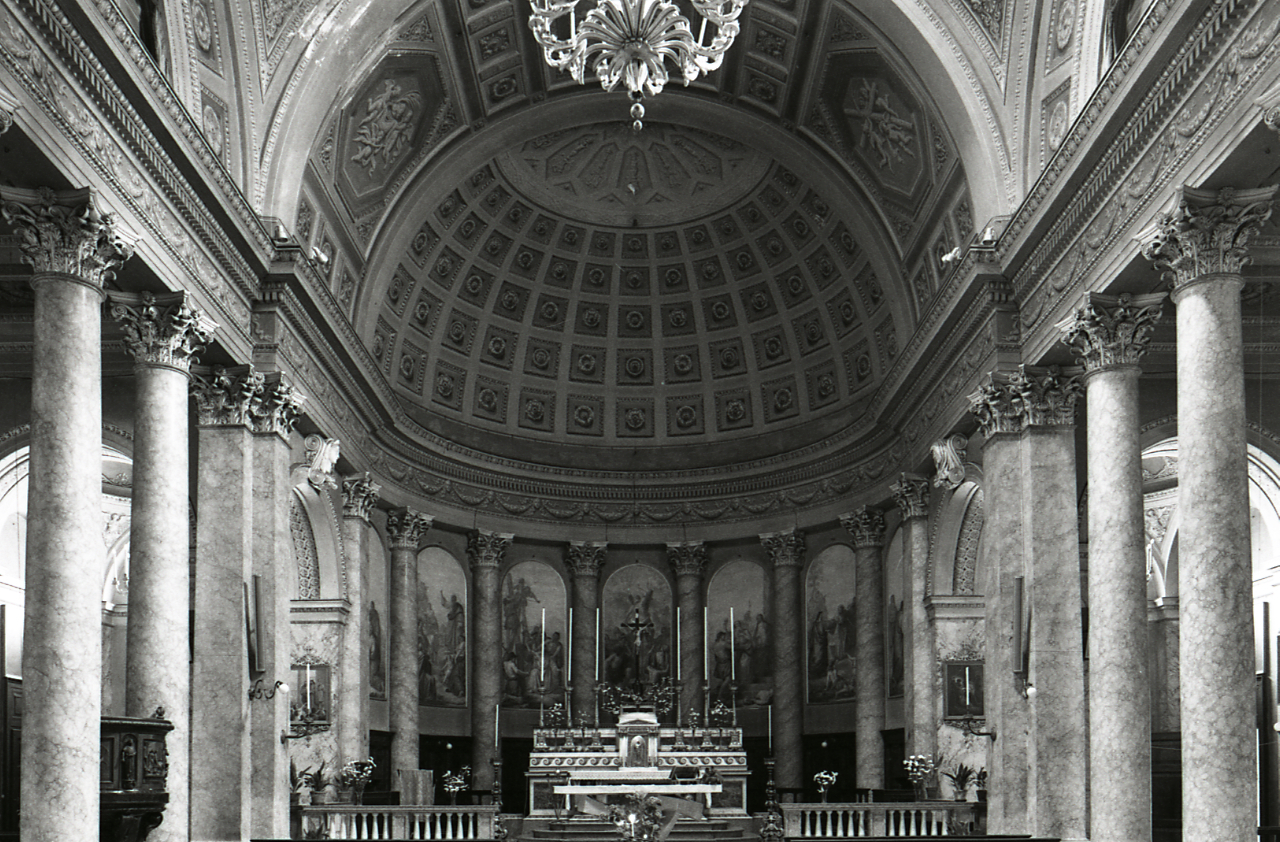